# D'Ornézan
De familie d'Ornézan is een Franse adellijke familie, die stamt uit het feodale tijdperk.

## De naam
De familie d'Ornézan komt oorspronkelijk uit de streek de Astarac, waar het grond in Ornézan, Saint-Blancard, Pouy-Loubrin, Aussos, Sarcos en Monties bezat. De naam komt in de XIIIe eeuw al voor. Door een schrijffout van een pastoor werden ze abusievelijk ook wel d'Orbessan genoemd. De stamvader van de familie Bernard d'Orbessan was eind dertiende eeuw ridder bij de graaf van Comminges. De naam Pierre d'Orbessan, heer van Ornézan en Saint-Blancard komt in 1327 in een akte voor. Pierre was trouw aan de graaf van Astarac. Bertrand d’Ornézan was in 1380 bisschop van Pamiers en Savaric d'Ornezan was van 1512-1528 bisschop van Lombez.

## Château de Saint-Blancard

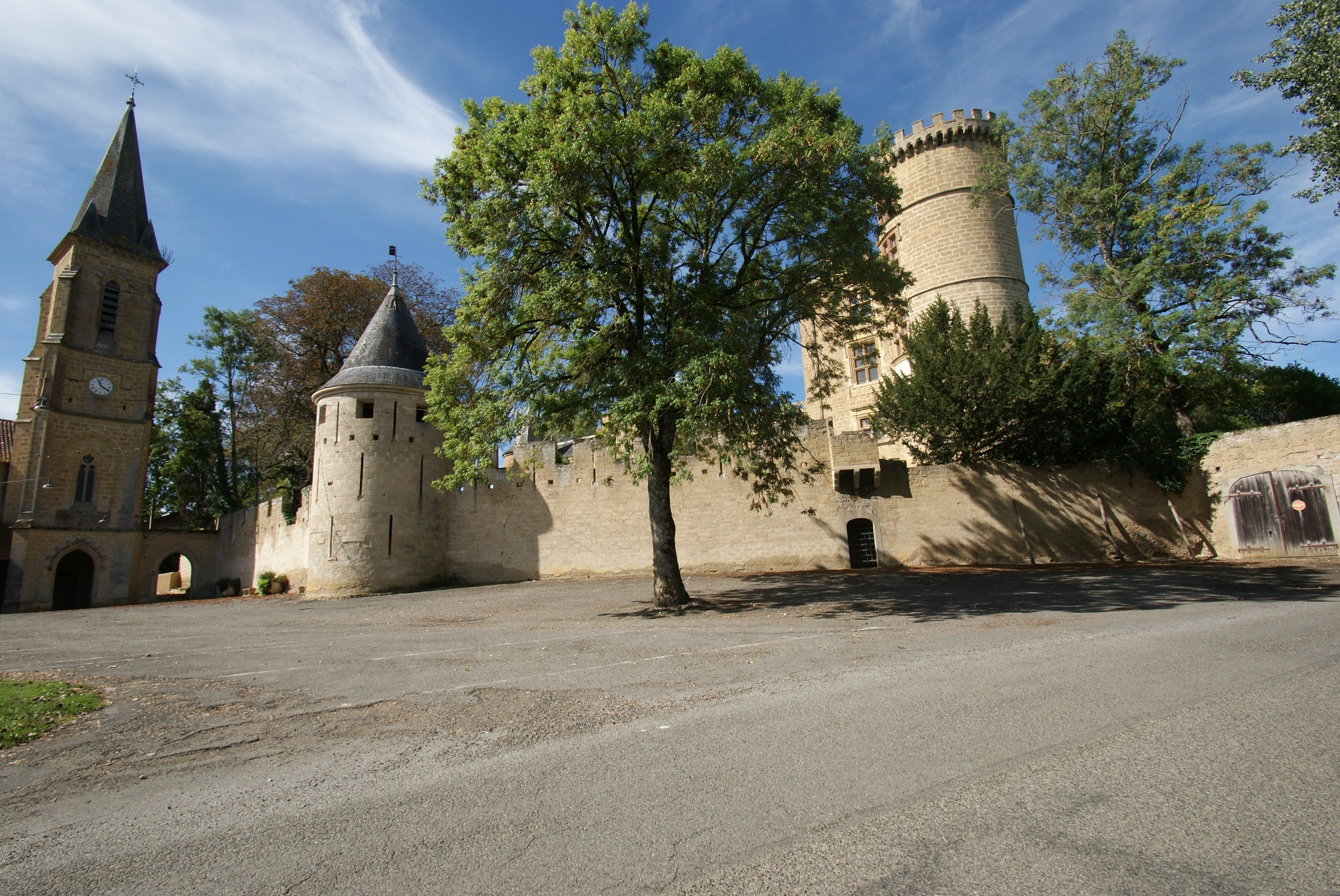
Château de Saint-Blancard

Bewoners van Château de Saint-Blancard:
- Bernard d'Ornézan,[2] baron van Saint-Blancard in het bisdom Lombez is de eerste die in de annalen voorkomt. Hij laat op 17 septembre 1415 te Isle-en-Jourdain zijn testament opmaken. Hij trouwde met Cebellie de Cedos. Hun oudste zoon was:
- Bernard d'Ornézan, heer van Saint-Blancard. Zijn dochter trouwde in 1439. Zijn oudste zoon was:
- Jean d'Ornezan, heer van Saint-Blancard trouwde met Jeanne d'Astarac, vrouwe van la Barthe, van Sauvetene, van Gaujac]en van Savailhan. Hun oudste zoon was:
- Bertrand d'Ornezan, baron van Saint-Blancard, markies van Isles-d'Or en admiraal trouwde op 14 september 1505 met Jeanne de Comminges Puyguilhem. Hun oudste zoon was:
- Bernard d'Ornezan, baron van Saint-Blancard trouwde met Philiberte d'Hostun. Hun oudste dochter was:
- Jeanne d'Ornezan vrouwe van Ornezan en Saint-Blancard touwde op 6 augustus 1559[3] met Armand de Gontaut, baron van Biron, maarschalk van Frankrijk.

Na Jeanne verdwijnt de naam d'Ornezan uit het kasteel. Vervolgens wonen er tot 1970 de Gontaut-de Birons op Château de Saint-Blancard.